# 距瓣豆属
距瓣豆属（学名：Centrosema）是蝶形花亚科下的一个属，为灌木或草本植物。该属共有约50种，分布于美洲。